# Jack Trout
John Francis „Jack“ Trout (* 31. Januar 1935 in Manhattan, New York City, New York; † 4. Juni 2017 in Greenwich, Connecticut) war ein US-amerikanischer Unternehmer und Eigentümer des strategischen Marketingbüros Trout & Partners. 

## Leben
Jack Trout startete seine Karriere in der Werbeabteilung von General Electric. Später arbeitete er mit Al Ries. Mit ihm arbeitete er fast 30 Jahre zusammen und schrieb mehrere Bücher. Heute umfasst Trout & Partners ein weltweites Netzwerk mit 30 Partnern.
Trout gilt als Gründer und Pionier der Positionierungstheorie.

## Bibliographie
- Jack Trout on Strategy – New York. McGraw-Hill, März 2004.
- A Genie's Wisdom: A Fable of How a CEO Learned to Be a Marketing Genius – New York. John Wiley & Sons, November 2002.
- Big Brands. Big Trouble: Lessons Learned the Hard Way – New York. John Wiley & Sons, 2001.

Mit Steve Rivkin:
- Differentiate or Die – New York. John Wiley & Sons, 2000.
- The New Positioning – New York. McGraw-Hill, 1996.
- The Power of Simplicity – New York. McGraw-Hill, November 1998.

Mit Al Ries:
- The 22 Immutable Laws of Marketing – New York. Harper Collins, 1993.
- Bottom-Up Marketing – New York. McGraw-Hill, 1989.
- Marketing Warfare – New York. McGraw-Hill, 1986 (ISBN 0-07-052726-1).
- Positioning: The Battle for Your Mind – New York. McGraw-Hill, 1981 (ISBN 0-07-137358-6). Deutsch von Lorenz Wied: Positioning: Wie Marken und Unternehmen in übersättigten Märkten überleben. Vahlen, München 2012, ISBN 978-3-8006-3790-4.